# Marionina georgiana
Marionina georgiana is een ringworm uit de familie van de Enchytraeidae. De wetenschappelijke naam van de soort is voor het eerst geldig gepubliceerd in 1888 door Michaelsen.